# Pacific Palisades (Los Angeles)
Pour les articles homonymes, voir Pacific Palisades.
Pacific Palisades est un quartier de la ville de Los Angeles, délimité par Brentwood à l'est, Malibu à l'ouest, l'océan Pacifique au sud-ouest, Santa Monica au sud-est, et les monts Santa Monica au nord.

## Géographie
Pacific Palisades compte en 2020 environ 24 000 habitants.
Pacific Palisades, surnommé The Village, comprend un complexe immobilier et commercial haut de gamme, appelé Palisades Village (en), fondé en 2018, par le milliardaire Rick Caruso (en). Le Village est une zone résidentielle, dans laquelle on trouve également des parcs publics, des écoles publiques réputées de type charters et des sentiers de randonnée, à partir du canyon Temescal (en).
La proximité de l'océan, Will Rogers State Beach (en) et Malibu, et des zones d'emploi et de loisir les plus prisées de Los Angeles font de Pacific Palisades un endroit recherché et privilégié. Les prix de l'immobilier y sont particulièrement élevés.

## Histoire
En 1912, le studio Bison Company dirigé par Thomas H. Ince, achète huit hectares de terrain le long de la côte, et fonde le premier ranch utilisé pour le tournage de westerns : Inceville.
Le secteur de Pacific Palisades a été loti pour la première fois dans les années 1920 par des méthodistes, ce dont témoignent les quelques rues portant encore le nom de missionnaires. La vente d'alcool y fut pratiquement interdite, puisqu'elle resta cantonnée pendant plusieurs décennies à un restaurant chinois, célèbre pour la licence qu'il détenait. L'église presbytérienne possédait également à Temescal Canyon un centre de conférence qui fut ensuite vendu et fait aujourd'hui partie du parc d'État de Topanga.
L'acteur Will Rogers acquit en 1926 un ranch, qui devint également un parc d'État, et contribua à attirer dans le secteur des stars et des intellectuels, comme Aldous Huxley.
Pendant la Seconde Guerre mondiale, une communauté allemande s'est formée à Pacific Palisades, autour d'Amalfi Drive, et comprenait notamment Thomas Mann et Emil Ludwig.
L'écrivain Henry Miller termina sa vie dans ce lieu le 7 juin 1980, au 444 Ocampo Drive.
En janvier 2025, un important incendie attisé par des vents violents se propage à Pacific Palisades, détruisant de nombreuses habitations et contraignant à l'évacuation de 30 000 personnes.

## Démographie
Le Los Angeles Times considère le quartier comme peu divers du point de vue ethnique. On dénombre 88,6 % de blancs non hispaniques, 5,5 % d'asiatiques, 3,2 % d'hispaniques, 0,4 % d'afro-américains, et 2,3 % appartenant à une autre catégorie ethno-raciale.

## Galerie

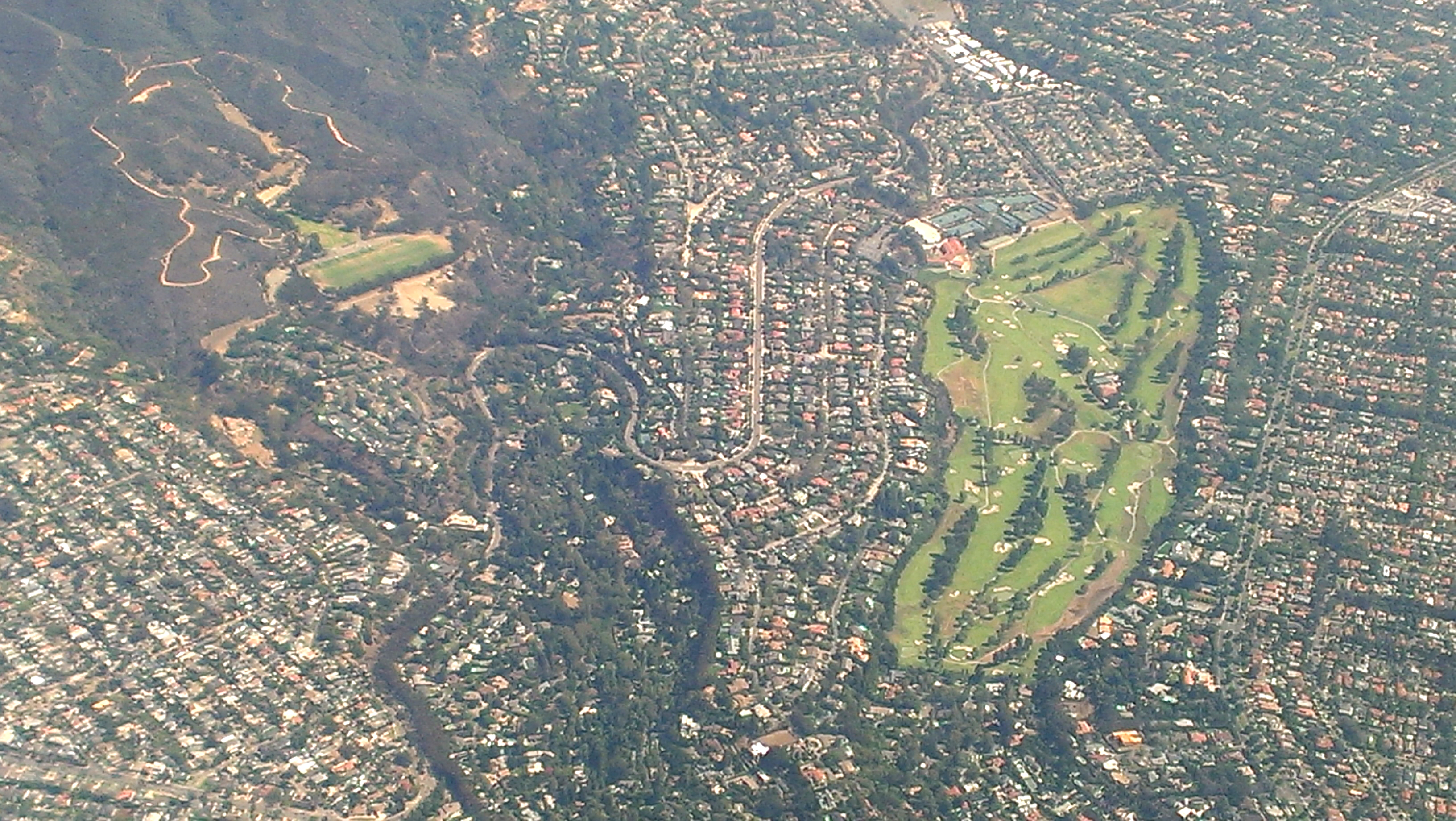
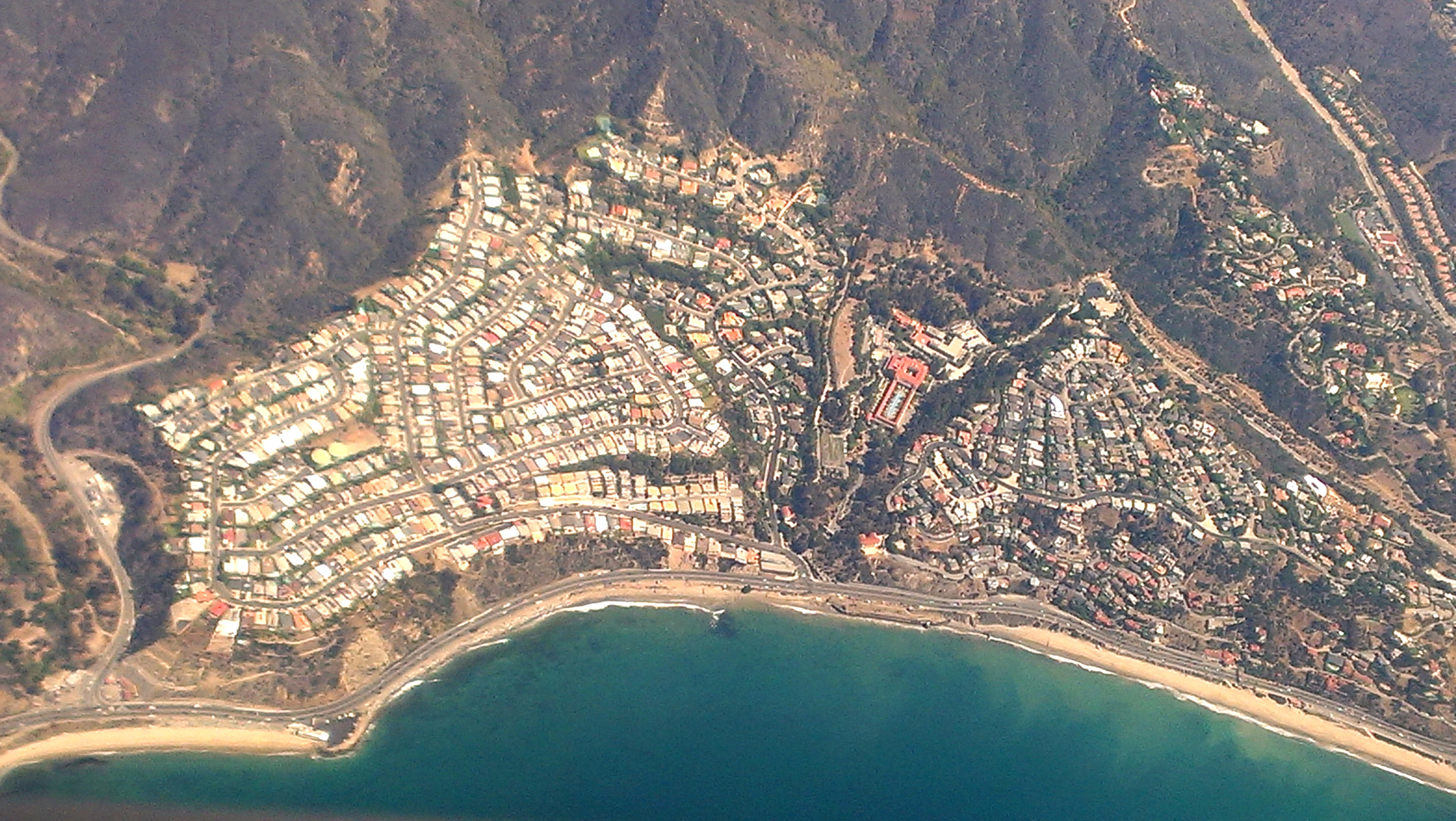
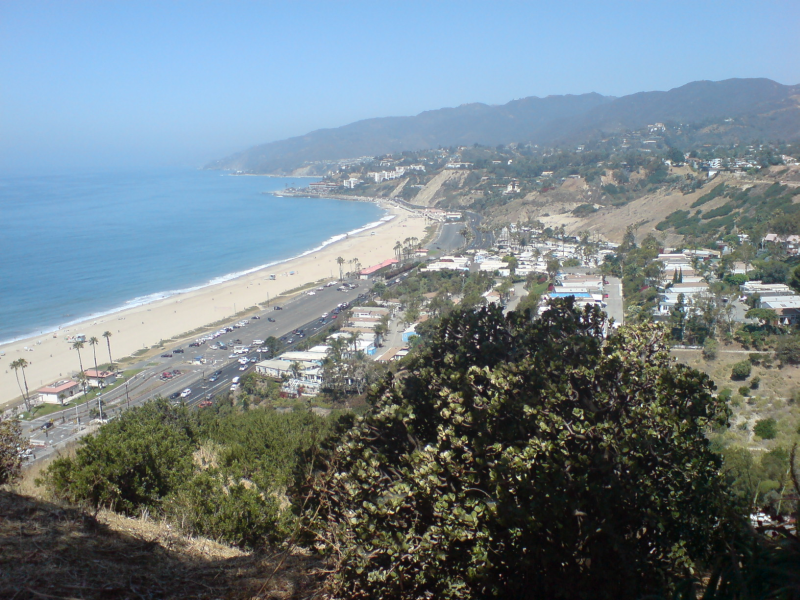
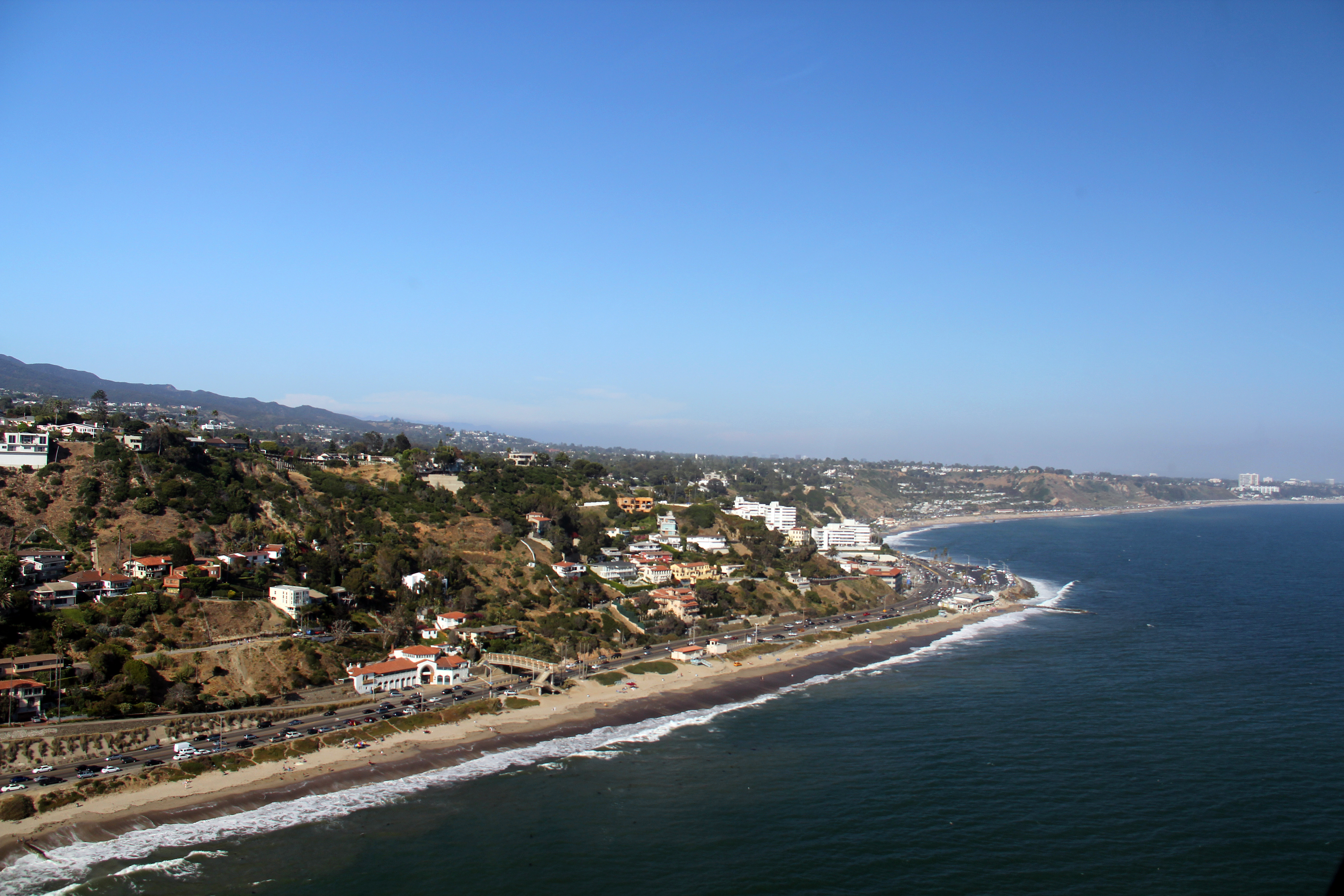
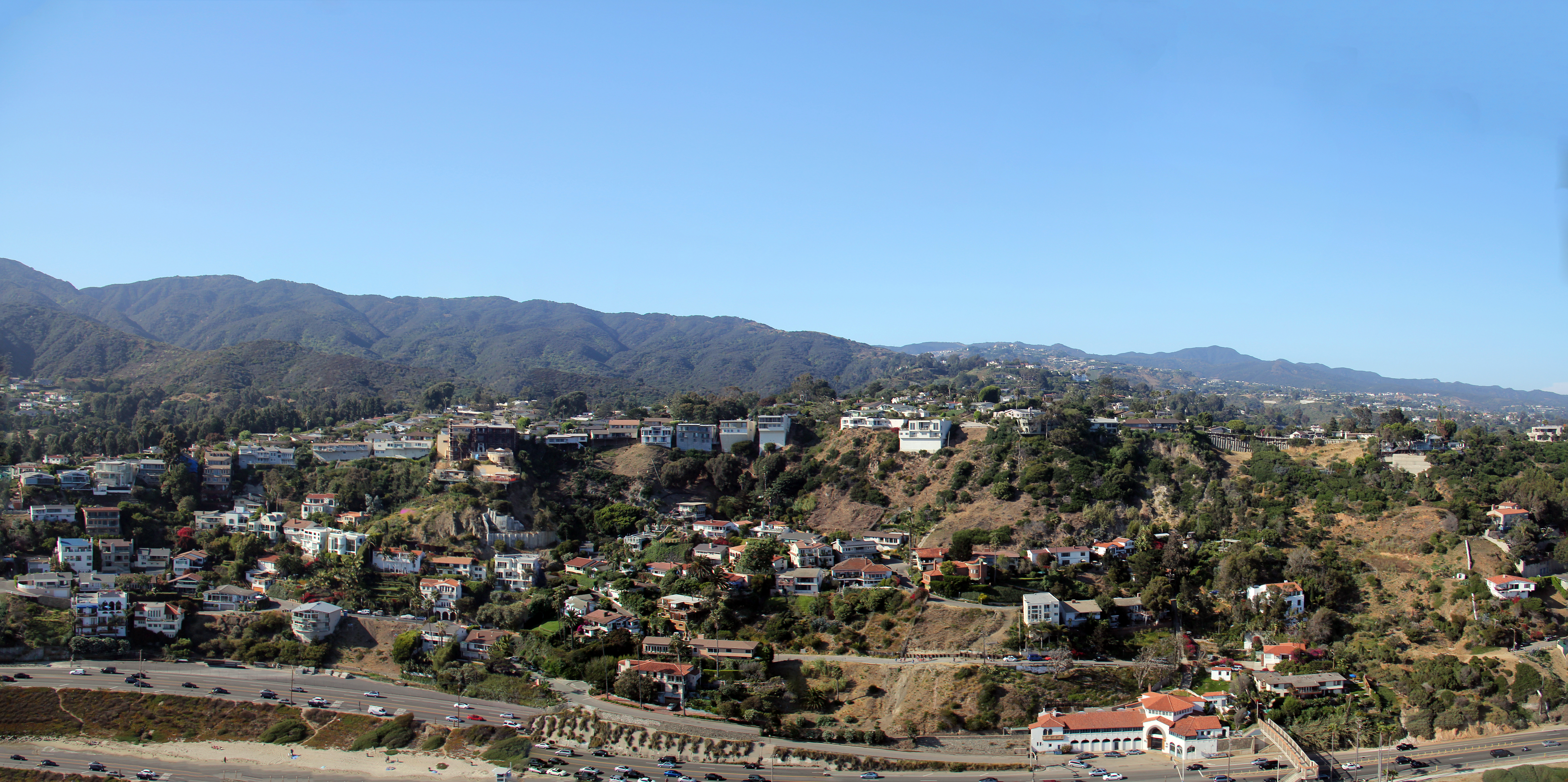
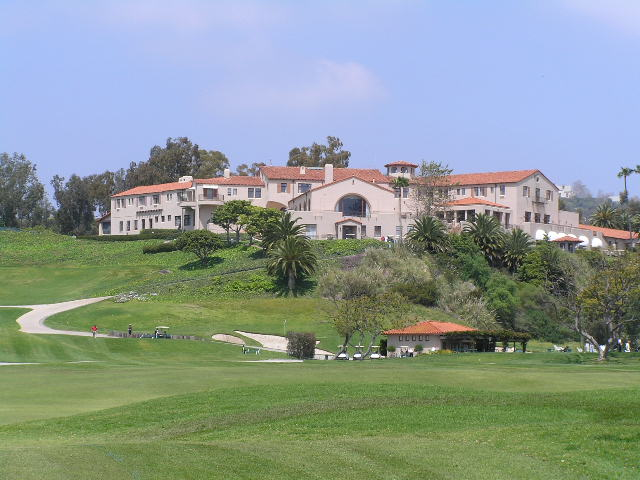
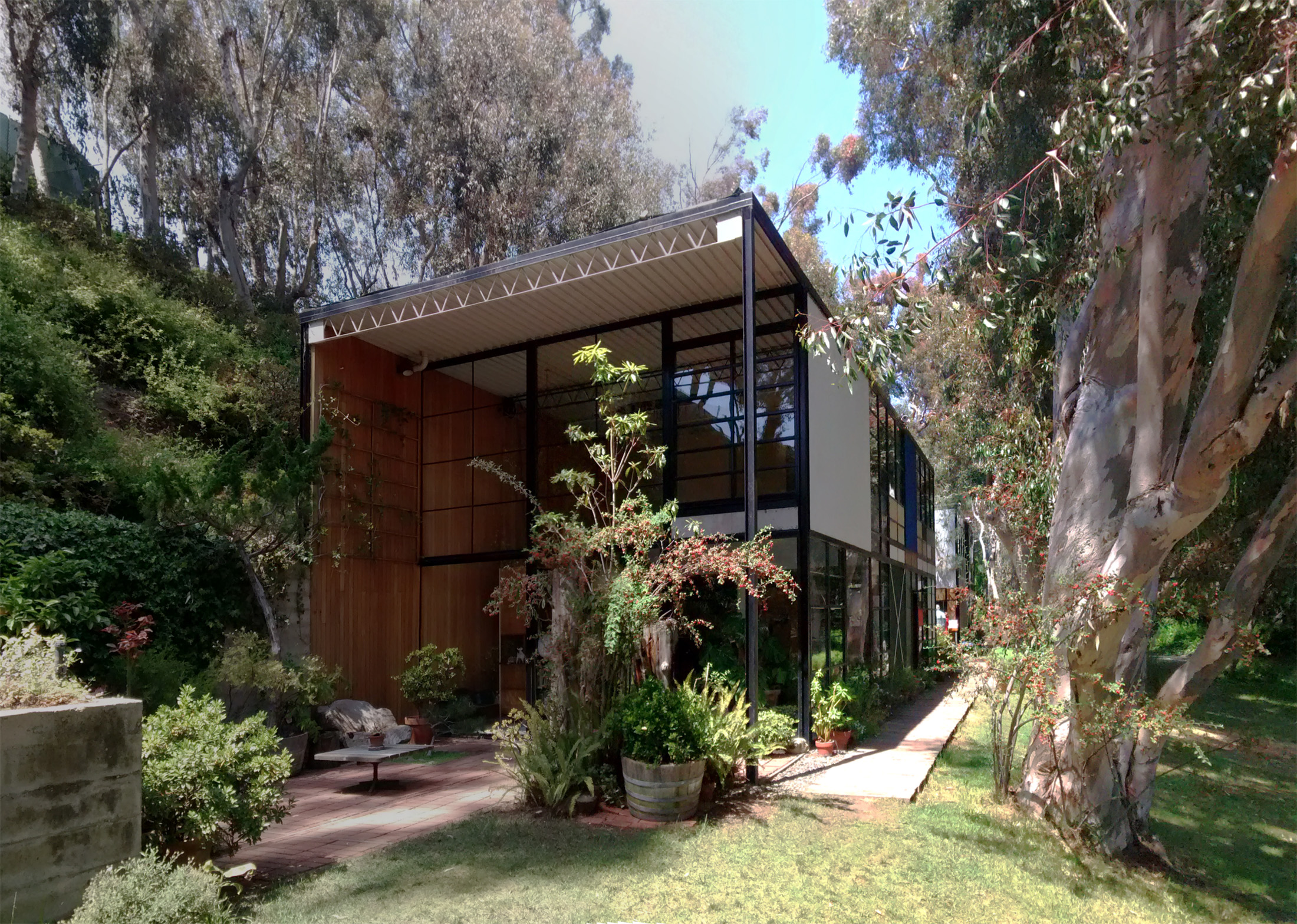